# Битва при Іпсі
Битва при Іпсі — вирішальна битва боротьби діадохів, що відбулась влітку 301 року до н. е. біля міста Іпс у Фригії (Анатолія) між військами Антигона Одноокого та Деметрія Поліоркета з одного боку й військами коаліції Кассандра (Македонія), Птолемея (Єгипет), Селевка (Вавилонія та сатрапії Ірану) й Лісімаха (Фракія) з іншого. Одна з найбільших битв періоду еллінізму та загалом світової історії до початку Нової історії.

## Передісторія
Після смерті Александра Македонського сатрап Великої Фригії Антигон Одноокий спробував відновити його державу під своєю владою. Він зосередив основну частину володінь Александра: Мала Азія, Сирія та частково Греція та узяв титул царя. Решта діадохів, які також узяли царські титули, намагались протистояти політиці Антигона.

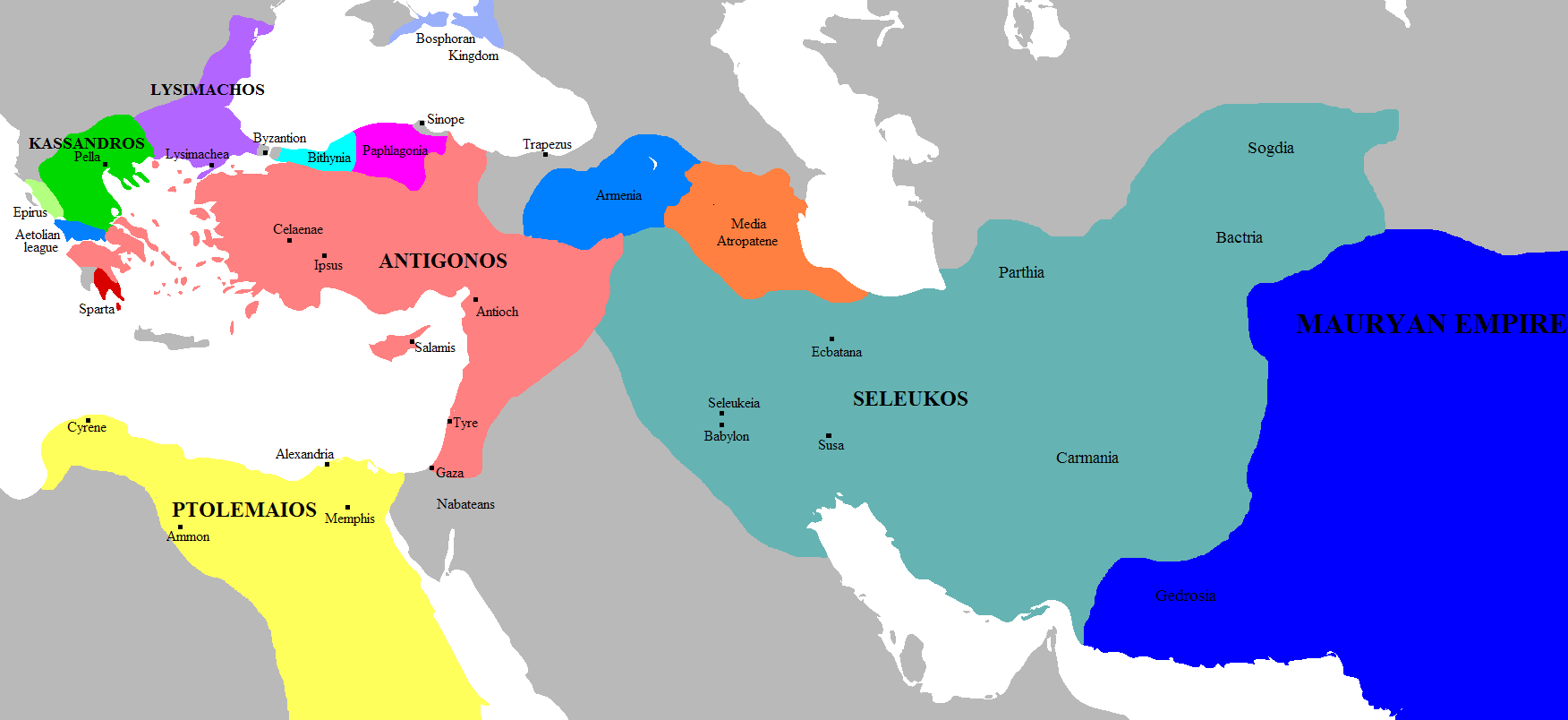
Володіння діадохів перед битвою при Іпсі (бл. 303 року до н. е.).

302 року до н. е. було відновлено коаліцію діадохів проти Антигона. Ініціатором став цар Македонії Кассандр, який проводив у Греції важку боротьбу з сином Антигона Деметрієм. При цьому, спочатку Кассандр намагався домовитись з Антигоном, утім, коли останній відкинув його пропозиції, відрядив посольство з пропозицією союзу проти Антигона царю Фракії Лісімаху. Союз було укладено, після чого обидва царя запропонували приєднатись до нього царю Єгипту Птолемею та Селевку, який володів тоді Вавилонією і так званими Верхніми сатрапіями (Іран і Середня Азія). Домовленість була досягнута, й Кассандр з Лісімахом почали бойові дії: перший здійснив напад на Деметрія та війська Коринфського союзу, другий же здійснив успішне вторгнення до Анатолії та загрожував навіть Фригії, хоча від рішучої битви ухилився, очікуючи на підхід союзників. Тим часом Кассандр зустрівся з Деметрієм під Фівами Фтіотійськими, однак до битви справа так і не дійшла, оскільки Антигон, довідавшись про наближення Селевка, відкликав сина до Азії. У той же час Птолемей виступив з Єгипту й захопив Південну Сирію; однак, почувши під час облоги Сідона про уявну поразку, ніби завдану Антигоном Лісімаху та Селевку, та про рух Антигона на Сирію, вирішив відступити до Єгипту. На думку сучасних вчених Птолемей вважав для себе вигідним повірити (або вдати, що повірив) явно неймовірним чуткам, оскільки, маючи за собою практично неприступний Єгипет, не бажав ризикувати своєю армією у вирішальній битві.

## Диспозиція
Із настанням літа 301 року до н. е. бойові дії відновились. Антигон обрав для битви зручну для фаланги й кінноти рівнину під містом Іпс, у Фригії, й розмістився там, очікуючи на підхід ворога. До Іпсу невдовзі підійшли об'єднані армії противників Антигона. Командували ними самі царі, окрім македонської армії, якою керував брат Кассандра Плістарх. За чисельністю армії були приблизно рівними — близько 70 тис. осіб. Військо Антигона складалось в основному з македонських ветеранів, організованих у фалангу. Війська Лісімаха та Селевка значною мірою були укомплектовані місцевими контингентами. Значну їх частину складала легка піхота й кінні лучники. Окрім того Селевк мав 480 слонів, отриманих від індійського царя Чандраґупти за договором, що завершив безуспішний похід Селевка до Індії. Обидві сторони мали на озброєнні перські серпоносні колісниці, які, втім, не відіграли значної ролі у битві, оскільки колісничі зіскакували з них ще до підходу до ворожого війська, фаланга ж розступалась без збитку й легко пропускала колісниці.
Виходячи з перебігу битви, Антигон спробував відтворити план, що приніс Александру перемогу при Гавгамелах: зосередивши кінноту на одному фланзі, вдарити на найсильніше угрупування противника та розгромити її, скомбінувавши той удар з переходом у наступ фаланги. На думку сучасних дослідників, Антигон сподівався, що, маючи перед собою в основному «варварську» за складом армію, він зможе подолати її тактикою Александра. Однак помилка Антигона полягала в тому, що він мав справу з військом, набагато краще навченим і керованим, ніж противники Александра, і з полководцями (на відміну від Дарія III), які стояли на висоті сучасних тактичних вимог. В результаті противники Антигона (передусім Селевк) зуміли цілком використати переваги рухомих «варварських» контингентів і слабкі сторони неповороткої фаланги.

## Перебіг битви
Битва почалась атаками колісниць та легкої піхоти. Кіннота Антигона, якою командував Деметрій Поліоркет, атакувала важку кінноту Селевка під командуванням сина царя Антіоха, після запеклої сутички розгромила її та почала переслідувати. Однак, захопившись переслідуванням, кіннота відірвалась від фаланги Антигона. Цим одразу ж скористався Селевк, який ввів до бою слонів. Самі по собі слони не являли значної небезпеки для фаланги — македоняни вміли боротись із ними за допомогою дощок із цвяхами та пальних засобів. Однак вони відрізали фалангу від кінноти Деметрія, і Селевк скористався цим, увівши до бою кінних лучників і легку маневрену піхоту, що взялись активно обстрілювати важку фалангу Антигона. Останній виявився заблокованим ворожими слонами та важкою піхотою, та за кілька годин перебування під обстрілом значна частина його фаланги або здалась і перейшла на бік Селевка, або втекла. Армія Антигона зазнала цілковитої поразки. Сам 80-річний полководець продовжував запекло битись, до останнього сподіваючись на допомогу Деметрія, поки не був повалений на землю, пробитий стрілами. Деметрій з 8 тисячами своїх солдат пішов до Греції.

## Наслідки

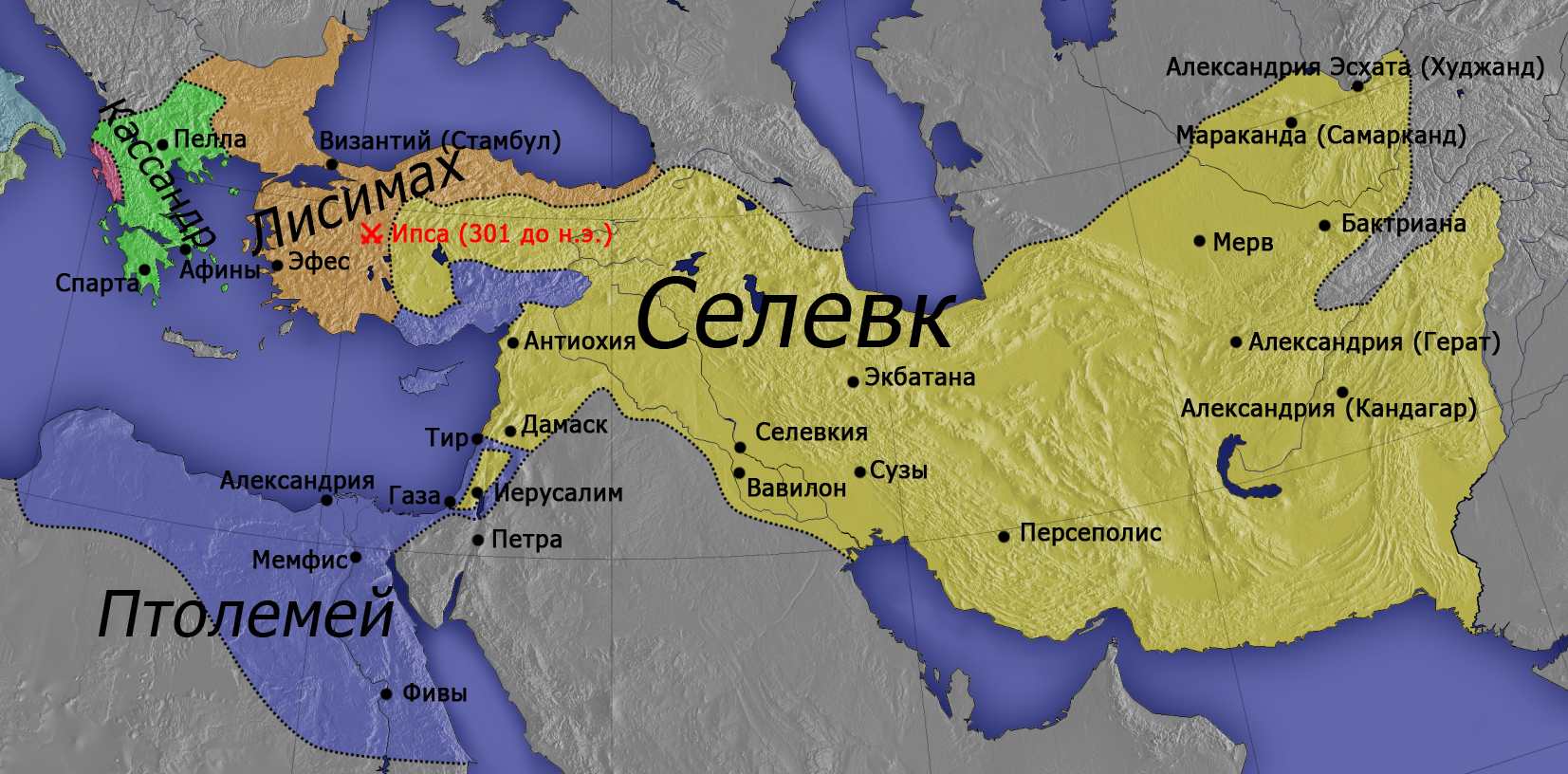
Володіння діадохів після битви при Іпсі (бл. 301 року до н. е.)

Держава Антигона була розділена між переможцями. Її більша частина потрапила до рук Селевка й Лісімаха, причому перший отримав Сирію та північну Месопотамію, другий — значну частину Малої Азії. Птолемей зберіг землі, завойовані під час походу 302 року, тобто Палестину, область Дамаска та південну Фінікію. В результаті остаточно сформувались три основні держави елліністичного світу: Єгипетське царство Птолемеїв, Македонське царство й так зване Сирійське царство Селевкідів, до якого невдовзі відійшли й основні володіння розбитого Селевком царства Лісімаха (окрім Пергама).
Таким чином, битва завершила розпад великої імперії Александра Македонського та визначила конфігурацію Середземномор'я упродовж всього III століття до н. е.